# I Won't Hold You Back
I Won't Hold You Back è un brano della rock band Toto, sesto singolo estratto dall'album Toto IV.

## Descrizione
Il testo della canzone fu scritto da Steve Lukather, il brano è una ballata con testo romantico, il tutto accompagnato dal pianoforte di David Paich e da un'orchestra (quella di Martyn Ford) abbastanza numerosa, con poco utilizzo della batteria e un piccolo assolo di chitarra,tra i più belli e struggenti nella storia della musica. Ospite nel brano è il bassista e cantante degli Eagles Timothy B. Schmit che canta nei cori del ritornello. Il brano ebbe molto successo, il singolo si posizionò decimo nella Billboard Hot 100, trentasettesimo nella Official Singles Chart, ottantesimo nell'ARIA Charts, e per tre settimane primo nella Hot Adult Contemporary Chart. Del brano non è stato girato il videoclip, ma la canzone viene quasi sempre eseguita nei live della band.
Il DJ e produttore Roger Sanchez nel 2001 utilizzò il sample di questo brano per realizzare il suo singolo "Another Chance", che giunse alla prima posizione della UK Singles Chart.

## Tracce
Versione mondiale
1. I Won't Hold You Back
2. Waiting for Your Love

Versione americana
1. I Won't Hold You Back
2. Afraid of Love

Versione intera
1. I Won't Hold You Back
2. Hold the Line
3. 99
4. Goodbye Elenore

## Formazione
- Steve Lukather - chitarra elettrica e voce principale
- Bobby Kimball - voce secondaria
- Timothy B. Schmit - voce secondaria
- David Paich - pianoforte
- Steve Porcaro - tastiera
- David Hungate - basso
- Jeff Porcaro - batteria
- Martyn Ford Orchestra

## Classifiche
| Classifica (1983)                | Posizione massima |
| -------------------------------- | ----------------- |
| Australia                        | 80                |
| Canada                           | 17                |
| Irlanda                          | 11                |
| Regno Unito                      | 37                |
| Stati Uniti                      | 10                |
| Stati Uniti (adult contemporary) | 1                 |